# Élections cantonales de 1992 dans le Tarn
Les élections cantonales ont eu lieu les 22 et 29 mars 1992.
Lors de ces élections, 22 des 46 cantons du Tarn ont été renouvelés. Elles ont vu la reconduction de la majorité socialiste dirigée par Thierry Carcenac, président du conseil général depuis 1991.

## Résultats à l’échelle du département
Répartition départementale des résultats (2e tour).
- PS (34,5 %)
- PRG (5,21 %)
- Majorité (4,28 %)
- RPR (23,13 %)
- UDF (14,17 %)
- DVD (12,58 %)
- FN (6,13 %)

| Étiquette      | Étiquette                          | Premier tour | Premier tour | Second tour | Second tour | Sièges |
| Étiquette      | Étiquette                          | Voix         | %            | Voix        | %           | Sièges |
| -------------- | ---------------------------------- | ------------ | ------------ | ----------- | ----------- | ------ |
|                | Parti socialiste                   | 22 418       | 24,87        | 23 605      | 34,50       | 5      |
|                | Parti communiste français          | 5 707        | 6,33         |             |             |        |
|                | Majorité présidentielle            | 5 197        | 5,76         | 2 929       | 4,28        | 1      |
|                | Parti radical de gauche            | 3 016        | 3,35         | 3 567       | 5,21        | 1      |
| Gauche         | Gauche                             | 36 338       | 40,31        | 30 101      | 43,99       | 7      |
|                |                                    |              |              |             |             |        |
|                | Rassemblement pour la République   | 14 075       | 15,61        | 15 828      | 23,13       | 5      |
|                | Divers droite                      | 13 244       | 14,69        | 8 606       | 12,58       | 7      |
|                | Front national                     | 10 933       | 12,13        | 4 191       | 6,13        | 0      |
|                | Union pour la démocratie française | 9 569        | 10,61        | 9 695       | 14,17       | 3      |
| Droite         | Droite                             | 47 821       | 53,04        | 38 320      | 56,01       | 15     |
|                |                                    |              |              |             |             |        |
|                | Les Verts                          | 5 694        | 6,32         |             |             |        |
| Écologistes    | Écologistes                        | 5 694        | 6,32         |             |             |        |
|                |                                    |              |              |             |             |        |
|                | Régionalistes                      | 302          | 0,33         |             |             |        |
|                |                                    |              |              |             |             |        |
| Inscrits       | Inscrits                           | 125 316      | 100,00       | 104 375     | 100,00      |        |
| Abstention     | Abstention                         | 29 110       | 23,23        | 30 903      | 29,61       |        |
| Votants        | Votants                            | 96 206       | 76,77        | 73 472      | 70,39       |        |
| Blancs et nuls | Blancs et nuls                     | 6 051        | 6,29         | 5 051       | 6,87        |        |
| Exprimés       | Exprimés                           | 90 155       | 93,71        | 68 421      | 93,13       |        |

## Résultats par canton

### Canton d'Alban
| Candidats      | Candidats           | Étiquette      | Premier tour | Premier tour |
| Candidats      | Candidats           | Étiquette      | Voix         | %            |
| -------------- | ------------------- | -------------- | ------------ | ------------ |
|                | Etienne Chamayou*   | UDF            | 1 289        | 62,42        |
|                | Jean-Luc Espitalier | PS             | 616          | 29,83        |
|                | Jean Saint-Pé       | FN             | 88           | 4,26         |
|                | Francoise Lescure   | PCF            | 72           | 3,49         |
|                |                     |                |              |              |
| Inscrits       | Inscrits            | Inscrits       | 2 735        | 100,00       |
| Abstention     | Abstention          | Abstention     | 535          | 19,56        |
| Votants        | Votants             | Votants        | 2 200        | 80,44        |
| Blancs et nuls | Blancs et nuls      | Blancs et nuls | 135          | 6,14         |
| Exprimés       | Exprimés            | Exprimés       | 2 065        | 93,86        |

*sortant

### Canton d'Albi-Centre
| Candidats      | Candidats            | Étiquette      | Premier tour | Premier tour | Second tour | Second tour |
| Candidats      | Candidats            | Étiquette      | Voix         | %            | Voix        | %           |
| -------------- | -------------------- | -------------- | ------------ | ------------ | ----------- | ----------- |
|                | Pierre Nespoulous*   | UDF            | 2 970        | 34,66        | 4 293       | 55,92       |
|                | Antoine Magana       | PS             | 2 305        | 26,90        | 3 384       | 44,08       |
|                | François Berger      | FN             | 945          | 11,03        |             |             |
|                | Jean Sinet           | Verts          | 903          | 10,54        |             |             |
|                | Jean-Pierre Jouineau | UDF            | 820          | 9,57         |             |             |
|                | Marcel Enjalbert     | PCF            | 627          | 7,32         |             |             |
|                |                      |                |              |              |             |             |
| Inscrits       | Inscrits             | Inscrits       | 13 022       | 100,00       | 13 022      | 100,00      |
| Abstention     | Abstention           | Abstention     | 3 868        | 29,70        | 4 680       | 35,94       |
| Votants        | Votants              | Votants        | 9 154        | 70,30        | 8 342       | 64,06       |
| Blancs et nuls | Blancs et nuls       | Blancs et nuls | 584          | 6,38         | 665         | 7,97        |
| Exprimés       | Exprimés             | Exprimés       | 8 570        | 93,62        | 7 677       | 92,03       |

*sortant

### Canton d'Albi-Nord-Est
| Candidats      | Candidats           | Étiquette      | Premier tour | Premier tour | Second tour | Second tour |
| Candidats      | Candidats           | Étiquette      | Voix         | %            | Voix        | %           |
| -------------- | ------------------- | -------------- | ------------ | ------------ | ----------- | ----------- |
|                | Thierry Carcenac*   | PS             | 2 722        | 45,06        | 3 348       | 62,67       |
|                | Richard Canac       | UDF            | 1 325        | 21,93        | 1 994       | 37,33       |
|                | Robert Raffanel     | PCF            | 672          | 11,12        |             |             |
|                | Jeannine de Bernard | FN             | 585          | 9,68         |             |             |
|                | Michel Rayssac      | DVD            | 404          | 6,69         |             |             |
|                | Denis Crepin        | Verts          | 333          | 5,51         |             |             |
|                |                     |                |              |              |             |             |
| Inscrits       | Inscrits            | Inscrits       | 8 515        | 100,00       | 8 515       | 100,00      |
| Abstention     | Abstention          | Abstention     | 2 052        | 24,10        | 2 648       | 31,10       |
| Votants        | Votants             | Votants        | 6 463        | 75,90        | 5 867       | 68,90       |
| Blancs et nuls | Blancs et nuls      | Blancs et nuls | 422          | 6,53         | 525         | 8,95        |
| Exprimés       | Exprimés            | Exprimés       | 6 041        | 93,47        | 5 342       | 91,05       |

*sortant

### Canton d'Albi-Nord-Ouest
| Candidats      | Candidats              | Étiquette      | Premier tour | Premier tour | Second tour | Second tour |
| Candidats      | Candidats              | Étiquette      | Voix         | %            | Voix        | %           |
| -------------- | ---------------------- | -------------- | ------------ | ------------ | ----------- | ----------- |
|                | Michel Castel          | PS             | 1 490        | 24,75        | 1 974       | 35,25       |
|                | Jean Cayre             | RPR            | 1 380        | 22,93        | 2 260       | 40,36       |
|                | Michel Mazel           | PS             | 965          | 16,03        | 1 366       | 24,39       |
|                | Jenny Fraisse          | FN             | 620          | 10,30        |             |             |
|                | Jean-Marc Vieules      | DVD            | 595          | 9,89         |             |             |
|                | Nelly Foissac          | PCF            | 590          | 9,80         |             |             |
|                | Jean-Pierre Merlo      | Verts          | 317          | 5,27         |             |             |
|                | Jean-Antoine Costumero | REG            | 62           | 1,03         |             |             |
|                |                        |                |              |              |             |             |
| Inscrits       | Inscrits               | Inscrits       | 8 897        | 100,00       | 8 897       | 100,00      |
| Abstention     | Abstention             | Abstention     | 2 458        | 27,63        | 2 907       | 32,67       |
| Votants        | Votants                | Votants        | 6 439        | 72,37        | 5 990       | 67,33       |
| Blancs et nuls | Blancs et nuls         | Blancs et nuls | 420          | 6,52         | 390         | 6,51        |
| Exprimés       | Exprimés               | Exprimés       | 6 019        | 93,48        | 5 600       | 93,49       |

### Canton d'Albi-Sud
| Candidats      | Candidats                 | Étiquette      | Premier tour | Premier tour | Second tour | Second tour |
| Candidats      | Candidats                 | Étiquette      | Voix         | %            | Voix        | %           |
| -------------- | ------------------------- | -------------- | ------------ | ------------ | ----------- | ----------- |
|                | Philippe Bonnecarrère*    | RPR            | 5 396        | 47,06        | 6 680       | 66,85       |
|                | Jean-Marie Daudet         | PS             | 2 387        | 20,82        | 3 313       | 33,15       |
|                | Marie-Christine Boutonnet | FN             | 1 303        | 11,36        |             |             |
|                | Anne-Marie Espie          | PCF            | 812          | 7,08         |             |             |
|                | Jean-Gabriel Djavachvili  | Verts          | 795          | 6,93         |             |             |
|                | Marie-Thérèse Serayssol   | Verts          | 774          | 6,75         |             |             |
|                |                           |                |              |              |             |             |
| Inscrits       | Inscrits                  | Inscrits       | 16 733       | 100,00       | 16 733      | 100,00      |
| Abstention     | Abstention                | Abstention     | 4 582        | 27,38        | 5 945       | 35,53       |
| Votants        | Votants                   | Votants        | 12 151       | 72,62        | 10 788      | 64,47       |
| Blancs et nuls | Blancs et nuls            | Blancs et nuls | 684          | 5,63         | 795         | 7,37        |
| Exprimés       | Exprimés                  | Exprimés       | 11 467       | 94,37        | 9 993       | 92,63       |

*sortant

### Canton d'Angles
| Candidats      | Candidats      | Étiquette      | Premier tour | Premier tour |
| Candidats      | Candidats      | Étiquette      | Voix         | %            |
| -------------- | -------------- | -------------- | ------------ | ------------ |
|                | André Cauquil* | RPR            | 322          | 66,94        |
|                | Serge Gorin    | PRG            | 115          | 23,91        |
|                | Pierre Senegas | REG            | 17           | 3,53         |
|                | Albert Fabre   | FN             | 17           | 3,53         |
|                | Elie Segui     | PCF            | 10           | 2,08         |
|                |                |                |              |              |
| Inscrits       | Inscrits       | Inscrits       | 658          | 100,00       |
| Abstention     | Abstention     | Abstention     | 140          | 21,28        |
| Votants        | Votants        | Votants        | 518          | 78,72        |
| Blancs et nuls | Blancs et nuls | Blancs et nuls | 37           | 7,14         |
| Exprimés       | Exprimés       | Exprimés       | 481          | 92,86        |

*sortant

### Canton de Castelnau-de-Montmiral
| Candidats      | Candidats           | Étiquette      | Premier tour | Premier tour | Second tour | Second tour |
| Candidats      | Candidats           | Étiquette      | Voix         | %            | Voix        | %           |
| -------------- | ------------------- | -------------- | ------------ | ------------ | ----------- | ----------- |
|                | Paul Salvador       | DVD            | 797          | 33,25        | 1 354       | 57,64       |
|                | Claude Bouyssieres* | PS             | 767          | 32,00        | 995         | 42,36       |
|                | Jacques Lachamp     | DVD            | 256          | 10,68        |             |             |
|                | Emile Ruffel        | RPR            | 255          | 10,64        |             |             |
|                | René Louvrier       | FN             | 142          | 5,92         |             |             |
|                | Jean Kulik          | Verts          | 115          | 4,80         |             |             |
|                | Francois Bazy       | PCF            | 65           | 2,71         |             |             |
|                |                     |                |              |              |             |             |
| Inscrits       | Inscrits            | Inscrits       | 3 037        | 100,00       | 3 037       | 100,00      |
| Abstention     | Abstention          | Abstention     | 548          | 18,04        | 534         | 17,58       |
| Votants        | Votants             | Votants        | 2 489        | 81,96        | 2 503       | 82,42       |
| Blancs et nuls | Blancs et nuls      | Blancs et nuls | 92           | 3,70         | 154         | 6,15        |
| Exprimés       | Exprimés            | Exprimés       | 2 397        | 96,30        | 2 349       | 93,85       |

*sortant

### Canton de Cordes-sur-Ciel
| Candidats      | Candidats        | Étiquette      | Premier tour | Premier tour | Second tour | Second tour |
| Candidats      | Candidats        | Étiquette      | Voix         | %            | Voix        | %           |
| -------------- | ---------------- | -------------- | ------------ | ------------ | ----------- | ----------- |
|                | Roger Pegourie*  | UDF            | 1 033        | 43,46        | 1 449       | 72,31       |
|                | Yvan Gautier     | DVD            | 584          | 24,57        | Retrait     | Retrait     |
|                | Gérard Ruffel    | PS             | 354          | 14,89        | 555         | 27,69       |
|                | Jacques Vaisson  | Verts          | 154          | 6,48         |             |             |
|                | Nicole Calbera   | FN             | 121          | 5,09         |             |             |
|                | Jacques Nocaudie | PCF            | 108          | 4,54         |             |             |
|                | Anne Duclos      | PRG            | 23           | 0,97         |             |             |
|                |                  |                |              |              |             |             |
| Inscrits       | Inscrits         | Inscrits       | 3 123        | 100,00       | 3 122       | 100,00      |
| Abstention     | Abstention       | Abstention     | 654          | 20,94        | 914         | 29,28       |
| Votants        | Votants          | Votants        | 2 469        | 79,06        | 2 208       | 70,72       |
| Blancs et nuls | Blancs et nuls   | Blancs et nuls | 92           | 3,73         | 204         | 9,24        |
| Exprimés       | Exprimés         | Exprimés       | 2 377        | 96,27        | 2 004       | 90,76       |

*sortant

### Canton de Cuq-Toulza
| Candidats      | Candidats             | Étiquette      | Premier tour | Premier tour | Second tour | Second tour |
| Candidats      | Candidats             | Étiquette      | Voix         | %            | Voix        | %           |
| -------------- | --------------------- | -------------- | ------------ | ------------ | ----------- | ----------- |
|                | Daniel Prezelin       | PS             | 570          | 42,22        | Retrait     | Retrait     |
|                | Jean-Luc André        | DVD            | 333          | 24,67        | 525         | 42,58       |
|                | Louis Brives*         | DVD            | 160          | 11,85        | 708         | 57,42       |
|                | Yves Hurand           | PS             | 135          | 10,00        |             |             |
|                | Christophe Boutonnier | FN             | 89           | 6,59         |             |             |
|                | Gérard Bousquel       | PCF            | 63           | 4,67         |             |             |
|                |                       |                |              |              |             |             |
| Inscrits       | Inscrits              | Inscrits       | 1 669        | 100,00       | 1 669       | 100,00      |
| Abstention     | Abstention            | Abstention     | 252          | 15,10        | 332         | 19,89       |
| Votants        | Votants               | Votants        | 1 417        | 84,90        | 1 337       | 80,11       |
| Blancs et nuls | Blancs et nuls        | Blancs et nuls | 67           | 4,73         | 104         | 7,78        |
| Exprimés       | Exprimés              | Exprimés       | 1 350        | 95,27        | 1 233       | 92,22       |

*sortant

### Canton de Graulhet
| Candidats      | Candidats             | Étiquette      | Premier tour | Premier tour | Second tour | Second tour |
| Candidats      | Candidats             | Étiquette      | Voix         | %            | Voix        | %           |
| -------------- | --------------------- | -------------- | ------------ | ------------ | ----------- | ----------- |
|                | Claude Bousquet       | PS             | 2 677        | 32,01        | 3 706       | 44,10       |
|                | Camille Fabas         | FN             | 1 661        | 19,86        | 2 013       | 23,95       |
|                | Pierre-Maurice Bardou | RPR            | 1 432        | 17,12        | 2 685       | 31,95       |
|                | Linette Ravari        | DVD            | 1 301        | 15,56        | Retrait     | Retrait     |
|                | Michel Patron         | Verts          | 573          | 6,85         |             |             |
|                | Roger Biau            | PCF            | 572          | 6,84         |             |             |
|                | Serge Penard          | REG            | 147          | 1,76         |             |             |
|                |                       |                |              |              |             |             |
| Inscrits       | Inscrits              | Inscrits       | 11 653       | 100,00       | 11 653      | 100,00      |
| Abstention     | Abstention            | Abstention     | 2 574        | 22,09        | 2 772       | 23,79       |
| Votants        | Votants               | Votants        | 9 079        | 77,91        | 8 881       | 76,21       |
| Blancs et nuls | Blancs et nuls        | Blancs et nuls | 716          | 7,89         | 477         | 5,37        |
| Exprimés       | Exprimés              | Exprimés       | 8 363        | 92,11        | 8 404       | 94,63       |

### Canton de Labruguière
| Candidats      | Candidats            | Étiquette      | Premier tour | Premier tour | Second tour | Second tour |
| Candidats      | Candidats            | Étiquette      | Voix         | %            | Voix        | %           |
| -------------- | -------------------- | -------------- | ------------ | ------------ | ----------- | ----------- |
|                | Jacqueline Alquier*  | PS             | 2 546        | 44,53        | 2 741       | 50,99       |
|                | Philippe Benne       | UDF            | 1 507        | 26,36        | 1 959       | 36,44       |
|                | Jacqueline Oxoby     | FN             | 934          | 16,34        | 676         | 12,57       |
|                | Olivier Delbende     | Verts          | 411          | 7,19         |             |             |
|                | Jean-Claude Lamarque | PCF            | 319          | 5,58         |             |             |
|                |                      |                |              |              |             |             |
| Inscrits       | Inscrits             | Inscrits       | 7 798        | 100,00       | 7 797       | 100,00      |
| Abstention     | Abstention           | Abstention     | 1 591        | 20,40        | 2 077       | 26,64       |
| Votants        | Votants              | Votants        | 6 207        | 79,60        | 5 720       | 73,36       |
| Blancs et nuls | Blancs et nuls       | Blancs et nuls | 490          | 7,89         | 344         | 6,01        |
| Exprimés       | Exprimés             | Exprimés       | 5 717        | 92,11        | 5 376       | 93,99       |

*sortant

### Canton de Lautrec
| Candidats      | Candidats        | Étiquette      | Premier tour | Premier tour |
| Candidats      | Candidats        | Étiquette      | Voix         | %            |
| -------------- | ---------------- | -------------- | ------------ | ------------ |
|                | Claude Mauries   | DVD            | 1 497        | 60,93        |
|                | Jean-Paul Audouy | PS             | 680          | 27,68        |
|                | Bruno Terrail    | FN             | 174          | 7,08         |
|                | Jean Couchet     | PCF            | 106          | 4,31         |
|                |                  |                |              |              |
| Inscrits       | Inscrits         | Inscrits       | 3 006        | 100,00       |
| Abstention     | Abstention       | Abstention     | 422          | 14,04        |
| Votants        | Votants          | Votants        | 2 584        | 85,96        |
| Blancs et nuls | Blancs et nuls   | Blancs et nuls | 127          | 4,91         |
| Exprimés       | Exprimés         | Exprimés       | 2 457        | 95,09        |

### Canton de Lisle-sur-Tarn
| Candidats      | Candidats            | Étiquette      | Premier tour | Premier tour | Second tour | Second tour |
| Candidats      | Candidats            | Étiquette      | Voix         | %            | Voix        | %           |
| -------------- | -------------------- | -------------- | ------------ | ------------ | ----------- | ----------- |
|                | Jean Béteille        | DVD            | 1 239        | 49,68        | 1 633       | 100,00      |
|                | Jean Tkaczuk         | PS             | 657          | 26,34        | Retrait     | Retrait     |
|                | Richard Molinier     | DVD            | 269          | 10,79        |             |             |
|                | Pierre Vignau        | FN             | 237          | 9,50         |             |             |
|                | Jean-Claude Guignard | PCF            | 92           | 3,69         |             |             |
|                |                      |                |              |              |             |             |
| Inscrits       | Inscrits             | Inscrits       | 3 286        | 100,00       | 3 286       | 100,00      |
| Abstention     | Abstention           | Abstention     | 664          | 20,21        | 1 095       | 33,32       |
| Votants        | Votants              | Votants        | 2 622        | 79,79        | 2 191       | 66,68       |
| Blancs et nuls | Blancs et nuls       | Blancs et nuls | 128          | 4,88         | 558         | 25,47       |
| Exprimés       | Exprimés             | Exprimés       | 2 494        | 95,12        | 1 633       | 74,53       |

### Canton de Mazamet-Nord-Est
| Candidats      | Candidats           | Étiquette      | Premier tour | Premier tour | Second tour | Second tour |
| Candidats      | Candidats           | Étiquette      | Voix         | %            | Voix        | %           |
| -------------- | ------------------- | -------------- | ------------ | ------------ | ----------- | ----------- |
|                | Jean-Pierre Cabane* | PRG            | 2 878        | 37,94        | 3 567       | 47,59       |
|                | Jean Bertin         | RPR            | 2 638        | 34,77        | 3 246       | 43,30       |
|                | Georges Ribes       | FN             | 1 194        | 15,74        | 683         | 9,11        |
|                | Claude Abdoun       | Verts          | 544          | 7,17         |             |             |
|                | Marcelle Cros       | PCF            | 332          | 4,38         |             |             |
|                |                     |                |              |              |             |             |
| Inscrits       | Inscrits            | Inscrits       | 10 756       | 100,00       | 10 755      | 100,00      |
| Abstention     | Abstention          | Abstention     | 2 677        | 24,89        | 2 965       | 27,57       |
| Votants        | Votants             | Votants        | 8 079        | 75,11        | 7 790       | 72,43       |
| Blancs et nuls | Blancs et nuls      | Blancs et nuls | 493          | 6,10         | 294         | 3,77        |
| Exprimés       | Exprimés            | Exprimés       | 7 586        | 93,90        | 7 496       | 96,23       |

*sortant

### Canton de Mazamet-Sud-Ouest
| Candidats      | Candidats           | Étiquette      | Premier tour | Premier tour | Second tour | Second tour |
| Candidats      | Candidats           | Étiquette      | Voix         | %            | Voix        | %           |
| -------------- | ------------------- | -------------- | ------------ | ------------ | ----------- | ----------- |
|                | Pierre Balfet*      | DVD            | 2 022        | 32,45        | 2 706       | 45,54       |
|                | Didier Houles       | PS             | 1 892        | 30,36        | 2 417       | 40,68       |
|                | René Daure          | FN             | 1 346        | 21,60        | 819         | 13,78       |
|                | André Collado       | Verts          | 534          | 8,57         |             |             |
|                | Liberata Boj Lebouc | PCF            | 438          | 7,03         |             |             |
|                |                     |                |              |              |             |             |
| Inscrits       | Inscrits            | Inscrits       | 8 903        | 100,00       | 8 901       | 100,00      |
| Abstention     | Abstention          | Abstention     | 2 296        | 25,79        | 2 645       | 29,72       |
| Votants        | Votants             | Votants        | 6 607        | 74,21        | 6 256       | 70,28       |
| Blancs et nuls | Blancs et nuls      | Blancs et nuls | 375          | 5,68         | 314         | 5,02        |
| Exprimés       | Exprimés            | Exprimés       | 6 232        | 94,32        | 5 942       | 94,98       |

*sortant

### Canton de Montredon-Labessonnie
| Candidats      | Candidats       | Étiquette      | Premier tour | Premier tour | Second tour | Second tour |
| Candidats      | Candidats       | Étiquette      | Voix         | %            | Voix        | %           |
| -------------- | --------------- | -------------- | ------------ | ------------ | ----------- | ----------- |
|                | Yvan Aussenac*  | RPR            | 763          | 41,88        | 957         | 50,58       |
|                | Michel Delsaux  | PS             | 677          | 37,16        | 935         | 49,42       |
|                | Henry Sylvestre | DVD            | 289          | 15,86        | Retrait     | Retrait     |
|                | Alain Rouanet   | FN             | 58           | 3,18         |             |             |
|                | Elie Penaroyas  | PCF            | 35           | 1,92         |             |             |
|                |                 |                |              |              |             |             |
| Inscrits       | Inscrits        | Inscrits       | 2 209        | 100,00       | 2 208       | 100,00      |
| Abstention     | Abstention      | Abstention     | 298          | 13,49        | 271         | 12,27       |
| Votants        | Votants         | Votants        | 1 911        | 86,51        | 1 937       | 87,73       |
| Blancs et nuls | Blancs et nuls  | Blancs et nuls | 89           | 4,66         | 45          | 2,32        |
| Exprimés       | Exprimés        | Exprimés       | 1 822        | 95,34        | 1 892       | 97,68       |

*sortant

### Canton de Murat-sur-Vèbre
| Candidats      | Candidats        | Étiquette      | Premier tour | Premier tour |
| Candidats      | Candidats        | Étiquette      | Voix         | %            |
| -------------- | ---------------- | -------------- | ------------ | ------------ |
|                | Robert Pistre*   | DVD            | 903          | 71,61        |
|                | Gérard Razimbaud | PS             | 338          | 26,80        |
|                | André Bremond    | PCF            | 20           | 1,59         |
|                |                  |                |              |              |
| Inscrits       | Inscrits         | Inscrits       | 1 536        | 100,00       |
| Abstention     | Abstention       | Abstention     | 230          | 14,97        |
| Votants        | Votants          | Votants        | 1 306        | 85,03        |
| Blancs et nuls | Blancs et nuls   | Blancs et nuls | 45           | 3,45         |
| Exprimés       | Exprimés         | Exprimés       | 1 261        | 96,55        |

*sortant

### Canton de Réalmont
| Candidats      | Candidats         | Étiquette      | Premier tour | Premier tour |
| Candidats      | Candidats         | Étiquette      | Voix         | %            |
| -------------- | ----------------- | -------------- | ------------ | ------------ |
|                | Jean Roger*       | PS             | 2 391        | 53,44        |
|                | Roger Dauzats     | DVD            | 1 385        | 30,96        |
|                | Jean-Claude Aubin | FN             | 498          | 11,13        |
|                | Robert Pastre     | PCF            | 200          | 4,47         |
|                |                   |                |              |              |
| Inscrits       | Inscrits          | Inscrits       | 6 044        | 100,00       |
| Abstention     | Abstention        | Abstention     | 1 167        | 19,31        |
| Votants        | Votants           | Votants        | 4 877        | 80,69        |
| Blancs et nuls | Blancs et nuls    | Blancs et nuls | 403          | 8,26         |
| Exprimés       | Exprimés          | Exprimés       | 4 474        | 91,74        |

*sortant

### Canton de Roquecourbe
| Candidats      | Candidats        | Étiquette      | Premier tour | Premier tour |
| Candidats      | Candidats        | Étiquette      | Voix         | %            |
| -------------- | ---------------- | -------------- | ------------ | ------------ |
|                | Pierre Carneau*  | RPR            | 1 889        | 56,83        |
|                | Valentin Uson    | PS             | 686          | 20,64        |
|                | Jean-Marc Denier | FN             | 508          | 15,28        |
|                | Elie Cros        | PCF            | 241          | 7,25         |
|                |                  |                |              |              |
| Inscrits       | Inscrits         | Inscrits       | 4 526        | 100,00       |
| Abstention     | Abstention       | Abstention     | 845          | 18,67        |
| Votants        | Votants          | Votants        | 3 681        | 81,33        |
| Blancs et nuls | Blancs et nuls   | Blancs et nuls | 357          | 9,70         |
| Exprimés       | Exprimés         | Exprimés       | 3 324        | 90,30        |

*sortant

### Canton de Saint-Paul-Cap-de-Joux
| Candidats      | Candidats                 | Étiquette      | Premier tour | Premier tour | Second tour | Second tour |
| Candidats      | Candidats                 | Étiquette      | Voix         | %            | Voix        | %           |
| -------------- | ------------------------- | -------------- | ------------ | ------------ | ----------- | ----------- |
|                | Michel Algans*            | PS             | 1 028        | 46,18        | 1 172       | 56,16       |
|                | Jean-Paul Vidal           | DVD            | 661          | 29,69        | 915         | 43,84       |
|                | Pierre Carreau Gaschereau | FN             | 203          | 9,12         |             |             |
|                | Christian Emaille         | Verts          | 152          | 6,83         |             |             |
|                | Daniel Rifa               | REG            | 76           | 3,41         |             |             |
|                | Michel Lafleur            | PCF            | 106          | 4,76         |             |             |
|                |                           |                |              |              |             |             |
| Inscrits       | Inscrits                  | Inscrits       | 2 833        | 100,00       | 2 833       | 100,00      |
| Abstention     | Abstention                | Abstention     | 493          | 17,40        | 630         | 22,24       |
| Votants        | Votants                   | Votants        | 2 340        | 82,60        | 2 203       | 77,76       |
| Blancs et nuls | Blancs et nuls            | Blancs et nuls | 114          | 4,87         | 116         | 5,27        |
| Exprimés       | Exprimés                  | Exprimés       | 2 226        | 95,13        | 2 087       | 94,73       |

*sortant

### Canton de Salvagnac
| Candidats      | Candidats           | Étiquette      | Premier tour | Premier tour | Second tour | Second tour |
| Candidats      | Candidats           | Étiquette      | Voix         | %            | Voix        | %           |
| -------------- | ------------------- | -------------- | ------------ | ------------ | ----------- | ----------- |
|                | Jean-Claude Pradier | DVD            | 549          | 38,34        | 765         | 54,92       |
|                | Bernard Miramond    | PS             | 385          | 26,89        | 628         | 45,08       |
|                | Marceau Pelegry     | PS             | 209          | 14,59        | Retrait     | Retrait     |
|                | Marcel Debien       | FN             | 128          | 8,94         |             |             |
|                | Marc-Antoine Ferret | Verts          | 89           | 6,22         |             |             |
|                | Michel Desirat      | PCF            | 72           | 5,03         |             |             |
|                |                     |                |              |              |             |             |
| Inscrits       | Inscrits            | Inscrits       | 1 947        | 100,00       | 1 947       | 100,00      |
| Abstention     | Abstention          | Abstention     | 426          | 21,88        | 488         | 25,06       |
| Votants        | Votants             | Votants        | 1 521        | 78,12        | 1 459       | 74,94       |
| Blancs et nuls | Blancs et nuls      | Blancs et nuls | 89           | 5,85         | 66          | 4,52        |
| Exprimés       | Exprimés            | Exprimés       | 1 432        | 94,15        | 1 393       | 95,48       |

### Canton de Valderiès
| Candidats      | Candidats       | Étiquette      | Premier tour | Premier tour |
| Candidats      | Candidats       | Étiquette      | Voix         | %            |
| -------------- | --------------- | -------------- | ------------ | ------------ |
|                | André Cabot     | PS             | 1 138        | 56,90        |
|                | Bernard Saysset | UDF            | 625          | 31,25        |
|                | Jacques Jouy    | PCF            | 155          | 7,75         |
|                | Gisèle Hebert   | FN             | 82           | 4,10         |
|                |                 |                |              |              |
| Inscrits       | Inscrits        | Inscrits       | 2 430        | 100,00       |
| Abstention     | Abstention      | Abstention     | 338          | 13,91        |
| Votants        | Votants         | Votants        | 2 092        | 86,09        |
| Blancs et nuls | Blancs et nuls  | Blancs et nuls | 92           | 4,40         |
| Exprimés       | Exprimés        | Exprimés       | 2 000        | 95,60        |